# Indotyphlops
Indotyphlops is een geslacht van slangen uit de familie wormslangen (Typhlopidae).

## Naam en indeling
De wetenschappelijke naam van de groep werd voor het eerst voorgesteld door Stephen Blair Hedges, Angela B. Marion, Kelly M. Lipp, Julie Marin en Nicolas Vidal in 2014. De slangen werden eerder aan andere geslachten toegekend, zoals Eryx, Typhlops, Argyrophis, Argyrophis en Onychocephalus. Er zijn 22 soorten, inclusief de pas in 2004 beschreven soort Indotyphlops lazelli.
De geslachtsnaam Indotyphlops betekent vrij vertaald 'blindogen uit het Indisch Gebied'.

## Verspreiding en habitat
De slangen komen voor in delen van Azië en leven in de landen Pakistan, India, Nepal, Sri Lanka, Myanmar, Thailand, Indonesië, Bhutan, China en Maleisië. De gewone wormslang is via de handel in planten over de gehele wereld verspreid en komt ook voor in Europa.
De habitat bestaat uit vochtige tropische en subtropische bossen, zowel in laaglanden als in bergstreken, droge tropische en subtropische bossen en gematigde bossen. Van een derde van de soorten is de habitat nog geheel onbekend. Ook in door de mens aangepaste streken zoals stedelijke gebieden, plantages en landelijke tuinen kunnen de dieren worden aangetroffen.

## Beschermingsstatus
Door de internationale natuurbeschermingsorganisatie IUCN is aan twaalf soorten een beschermingsstatus toegewezen. Acht soorten worden beschouwd als 'onzeker' (Data Deficient of DD) en twee als 'veilig' (Least Concern of LC). De soort Indotyphlops schmutzi wordt gezien als 'bedreigd' (Endangered of EN) en de soort Indotyphlops lazelli als 'ernstig bedreigd' (Critically Endangered of CR).

## Soorten
Het geslacht omvat de volgende soorten, met de auteur en het verspreidingsgebied.
| Naam                                     | Auteur                  | Verspreidingsgebied                                  |
| ---------------------------------------- | ----------------------- | ---------------------------------------------------- |
| Indotyphlops ahsanai                     | Khan, 1999              | Pakistan                                             |
| Indotyphlops albiceps                    | Boulenger, 1898         | Myanmar, Thailand, Maleisië, China                   |
| Gewone wormslang (Indotyphlops braminus) | Daudin, 1803            | Wereldwijd                                           |
| Indotyphlops exiguus                     | Jan, 1864               | India                                                |
| Indotyphlops filiformis                  | Duméril & Bibron, 1844  | Zuidelijk Azië                                       |
| Indotyphlops fletcheri                   | Wall, 1919              | India                                                |
| Indotyphlops jerdoni                     | Boulenger, 1890         | Nepal, India, Bhutan, Myanmar                        |
| Indotyphlops lankaensis                  | Taylor, 1947            | Sri Lanka                                            |
| Indotyphlops lazelli                     | Wallach & Pauwels, 2004 | China                                                |
| Indotyphlops leucomelas                  | Boulenger, 1890         | Sri Lanka                                            |
| Indotyphlops longissimus                 | Duméril & Bibron, 1844  | Onbekend                                             |
| Indotyphlops loveridgei                  | Constable, 1949         | India                                                |
| Indotyphlops madgemintonae               | Khan, 1999              | Pakistan                                             |
| Indotyphlops malcolmi                    | Taylor, 1947            | Sri Lanka                                            |
| Indotyphlops meszoelyi                   | Wallach, 1999           | India                                                |
| Indotyphlops pammeces                    | Günther, 1864           | India, mogelijk in Pakistan                          |
| Indotyphlops porrectus                   | Stoliczka, 1871         | Pakistan, India, Nepal, Sri Lanka, Myanmar, Thailand |
| Indotyphlops schmutzi                    | Auffenberg, 1980        | Indonesië                                            |
| Indotyphlops tenebrarum                  | Taylor, 1947            | Sri Lanka                                            |
| Indotyphlops tenuicollis                 | Peters, 1864            | India, Nepal                                         |
| Indotyphlops veddae                      | Taylor, 1947            | Sri Lanka                                            |
| Indotyphlops violaceus                   | Taylor, 1947            | Sri Lanka                                            |